# 北海道の貸切バス事業者
この項目は北海道の貸切バス事業者（ほっかいどうのかしきりバスじぎょうしゃ）の五十音順一覧である。

## 札幌地区
北海道運輸局札幌運輸支局管内に本社が所在。
- HCS観光
- イナホ観光
- 岩内海同運輸（海同観光バス）
- 岩見沢観光バス
- ウィズユー観光
- ウイング（北海道グローバル観光）
- ウイングサービス（ウイングバス）
- 恵庭交通
- エムズメッセ
- エルム観光バス
- オーエムバスシステム
- 丘珠観光開発
- 華桜国際サービス
- かさい観光
- 北観光
- 北日本トランスポート（北日本バス）
- 栗山交通
- 栗山ハイヤー
- 公益社
- 国際観光バス
- こだま交通
- ザ・オリエンタルバス
- 坂本輸送サービス（スマイル観光）
- 札幌観光バス
- 札幌第一観光バス
- 札幌ばんけい（ばんけいバス）
- 三洋自動車興業（レジェンドバス）
- 三和交通
- ジェイ・アール北海道バス（JRバス）
- 下段モータース（シモダンバス）
- じょうてつ
- 新篠津交通
- 睡蓮観光
- すずらん
- 誠和運輸（こすもす観光バス）
- 空知中央バス
- ダイコク観光バス
- 高田モータース（長沼観光バス）
- 千歳相互観光バス（千歳バス）
- 時計台バス
- ドリーム観光バス
- ニセコバス
- はまなす観光バス
- 美唄自動車学校（美自校観光バス）
- 富士ハイヤー（富士観光バス）
- フラワー観光バス
- 北都交通
- 北都ベリアールサービス
- 北遊観光バス
- 北海道中央バス
- 北海道東急ビルマネジメント
- 北海道バス（旧・北海観光バス）
- 北海道フーズ輸送
- 北海道未来旅行
- 丸鈴三共（札蘭バス）
- 夕張鉄道（夕鉄バス）
- Y・H国際旅行

## 旭川地区
北海道運輸局旭川運輸支局管内に本社が所在。
- 旭川中央交通（旧・旭川中央ハイヤー）
- 旭川電気軌道（あさでん）
- 明日萌観光バス
- 沿岸バス
- 士別軌道
- 暑寒観光
- 宗谷バス
- てんてつバス
- 道北バス
- 藤観光バス
- ふらのバス
- 北海運輸
- 北興運輸
- 名士バス

## 函館地区
北海道運輸局函館運輸支局管内に本社が所在。
- 東ハイヤー
- 厚沢部観光バス
- エイチ・ビー観光
- 大沼観光バス
- 大沼交通
- 奥尻観光
- おしゃまんべ交通
- キングハイヤー
- ケーエス北の星観光バス
- ノースジャパン北海道
- 函館タクシー（函館帝産バス）
- 函館バス
- 八雲ハイヤー

## 室蘭地区
北海道運輸局室蘭運輸支局管内に本社が所在。
- あつまバス
- 酒井運送
- シノヤマ観光自動車
- 白老観光バス
- CYSB（旧・新日国際交通北海道）
- 壮瞥貨物運輸（悠遊観光バス）
- タカミ観光バス
- 樽前観光サービス（樽前観光バス）
- 苫小牧協和サービス
- どうなん交通
- 道南バス
- 中田商会（くじら観光）
- 日軽北海道
- 日交ハイヤー（日交バス）
- 振内交通
- ほくしょう運輸
- 北海道ひだか交通バス（旧・酒井運輸）
- むかわハイヤー

## 帯広地区
北海道運輸局帯広運輸支局管内に本社が所在。
- 帯運観光（おびうん観光）
- 士幌交通
- つたいバス
- 十勝バス
- 飛内運輸
- 北海道拓殖バス
- 毎日交通
- 芽室自動車学校（かしわ交通）

## 北見地区
北海道運輸局北見運輸支局管内に本社が所在。
- 網走観光交通
- 網走バス
- 斜里バス
- たいせつ
- 北紋バス
- 北海道北見バス
- 美咲興業
- 紋別観光バス
- 山田産業（くるねっぷ観光）

## 釧路地区
北海道運輸局釧路運輸支局管内に本社が所在。
- 阿寒バス
- 旭観光バス
- 釧路衛星
- くしろバス
- 根室観光交通
- 根室交通

## その他
本社は北海道外、営業所のみ北海道内に所在。
- アイビーエス
- 関西中央交通
- 千葉北エンタープライズ
- 西東京観光バス
- 友愛観光バス

## 過去の事業者
- 層雲峡交通
  - 1963年（昭和38年）に道北バスが存続会社となる合併を行う。
- 雄鉄バス
  - 1970年（昭和45年）4月16日に阿寒バスと東邦交通（現・くしろバス）へ移管し運行停止。
- 道東バス
  - 1971年（昭和46年）9月に十勝バスが存続会社となる合併を行う。
- 美鉄バス
  - 2002年（平成14年）3月31日をもって会社解散。
- 函館市交通局（函館市営バス）
  - 2001年（平成13年）より函館バスへ順次移管し、2003年（平成15年）4月1日事業廃止。観光貸切は1978年（昭和53年）11月1日廃止。
- 空知観光バス　本社・芦別市。1981年設立、2003年4月1日に自己破産。
- 札幌市交通局（札幌市営バス）
  - 2001年（平成13年）よりジェイ・アール北海道バス、じょうてつ、北海道中央バスへ順次移管し、2004年（平成16年）4月1日事業廃止。観光貸切は1998年（平成10年）4月1日廃止。
- 近藤バス　本社・旭川市。2010年バス事業廃止。
- 安全永楽交通
  - 本社・札幌市。2010年（平成22年）11月1日バス事業廃止。
- エクセルバス
  - 2011年4月、東日本大震災の影響により自己破産。
- 苫小牧市交通部（苫小牧市営バス）
  - 2012年（平成24年）4月1日に道南バスへ移管し事業廃止。観光貸切は2000年（平成12年）4月1日廃止。
- 大一バス（旧:大一ハイヤー）本社・帯広市。
  - 2012年（平成24年）4月2日に自己破産申請。
- 銀嶺バス
  - 2013年（平成25年）10月2日に北都交通へ移管、持株会社「北都ホールディングス」に改組。
- 太平洋交通
  - 2021年（令和3年）4月19日に清算決了[1]
- 札幌バス、北海道観光バス
  - 2023年（令和5年）2月1日に北海道バスへ統合[2]。
- HKB
  - 2024年（令和6年）4月1日に網走バスと合併し、網走バス函館営業所となった。